# Binneya notabilis
Binneya notabilis é uma espécie de lesma da família Arionidae.
Apenas pode ser encontrada nos Estados Unidos da América.